# 郑绍辉大厝
郑绍辉大厝，位于中国福建省霞浦县盐田畲族乡上村，为霞浦县级文物保护单位，类型为古建筑，公布时间为2003年11月。
郑绍辉大厝的历史年代为清，始建于清朝咸丰年间，历时9年竣工，是盐田一带的代表性古建筑之一。